# Pierre Kaffer
Pierre Kaffer (* 7. November 1976 in Bad Neuenahr-Ahrweiler) ist ein deutscher Automobilrennfahrer.

## Leben

### Anfänge im Motorsport
Pierre Kaffer absolvierte eine Lehre zum Kfz-Mechaniker. 1990 begann Kaffer mit dem Kartsport und stieg 1994 in die Formel Ford ein, gewann dieses Deutsche Championat im Jahre 1995 und schloss die Europameisterschaft auf Platz 2 ab. 1996 wechselte er in die Formel Opel und gewann dort ebenfalls, dazu den Cup der Nationen. Von 1997 bis 2001 gewann er zwölf Rennen in der deutschen Formel-3-Meisterschaft, holte acht Pole-Positions und konnte den ersten Lauf zum Formel-3-Weltfinale 2000 in Macau gewinnen. Mangels Sponsorengelder realisierte Kaffer den Sprung in die Formel 3000 nicht.

### Porsche Markenpokale
Daher wechselte er 2002 in den Porsche Carrera Cup Deutschland und konnte im ersten Meisterschaftslauf in Hockenheim, nach Pole-Position und einem Start-Ziel-Sieg sein fahrerisches Talent zeigen. Am Ende der Saison wurde er Dritter. 2003 fuhr er neben dem Formel-3-Weltfinale und dem Carrera Cup vor allem seine erste Saison im Porsche Supercup, wo er am Ende des Jahres zwei Gesamtsiege vorweisen konnte. Kaffer schloss dieses ebenfalls stark besetzte Championat als Dritter ab. Als Belohnung für seine Leistungen in der Saison 2003 erhielt er zwei Testsessions in der amerikanischen Champ-Car-Serie für Teameigner Bobby Rahal, der Kaffer für 2004 ein Cockpit anbot.

### Werkspilot bei Audi

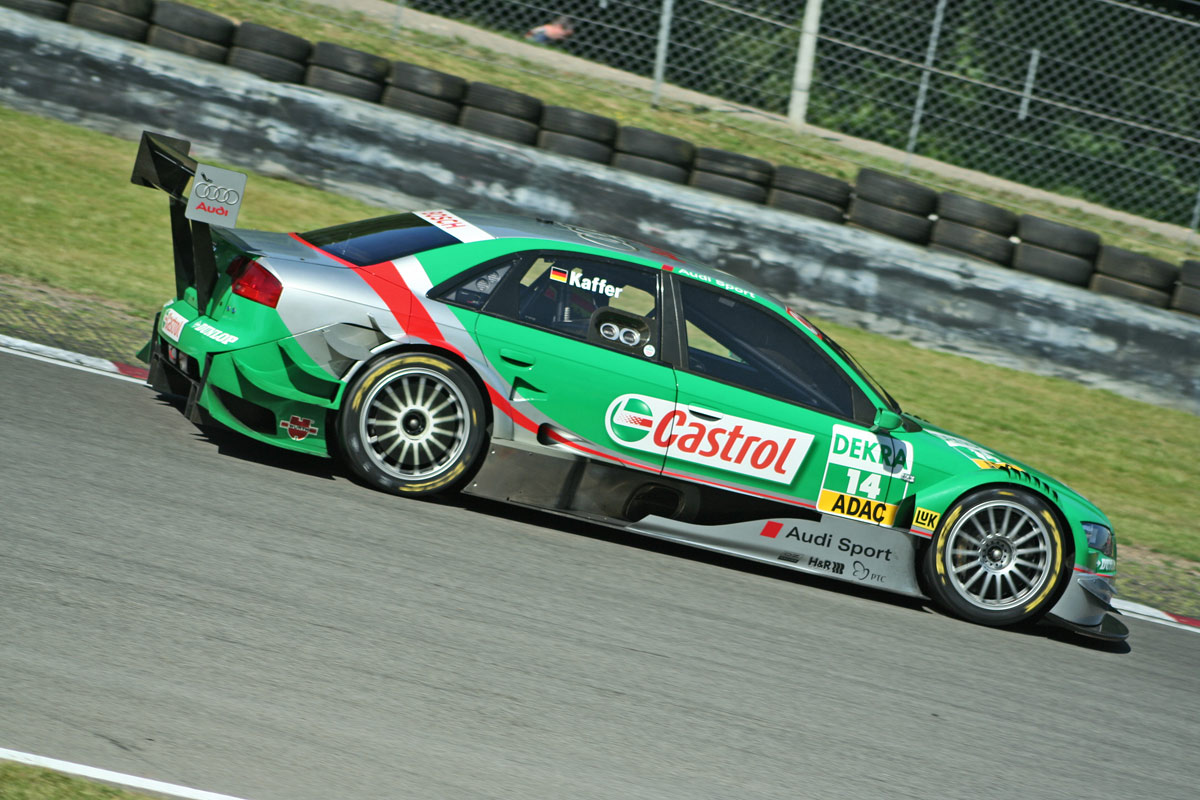
Pierre Kaffer im Audi A4, 2006 in der DTM

Kaffer lehnte ab und wechselte als Werksfahrer zu Audi Sport. Seine größten Erfolge im Motorsport waren 2004 die Siege bei den 12-Stunden-Rennen von Sebring und beim 1000-km-Rennen auf dem Nürburgring im Audi R8. Im selben Jahre fuhr er auch die 24 Stunden von Le Mans an der Seite von Frank Biela und Allan McNish, wobei er nach nur wenigen Stunden, nach einem schweren Unfall des Schotten McNish, das Rennen mit Frank Biela alleine zu Ende fahren musste. 2006 war Pierre Kaffer als Ersatzfahrer für die 24 Stunden von Le Mans von Audi nominiert, kam jedoch nicht zum Einsatz.
Im Jahr 2005 war er für das Audi Sport Team Joest in der DTM aktiv, 2006 bestritt er für das Audi Sport Team Phoenix seine zweite DTM-Saison, in welcher er wie schon 2005 einen Vorjahreswagen pilotierte. Sein bestes DTM-Resultat erzielte Kaffer beim zweiten Saisonlauf der DTM-Saison 2005, als er auf dem EuroSpeedway Lausitz den fünften Platz belegte.

### Sportwagen
2007 beendete Kaffer sein Engagement bei Audi und startete wieder im Porsche Carrera Cup zusammen mit Christoph Langen für das Team Schnabl Engineering.

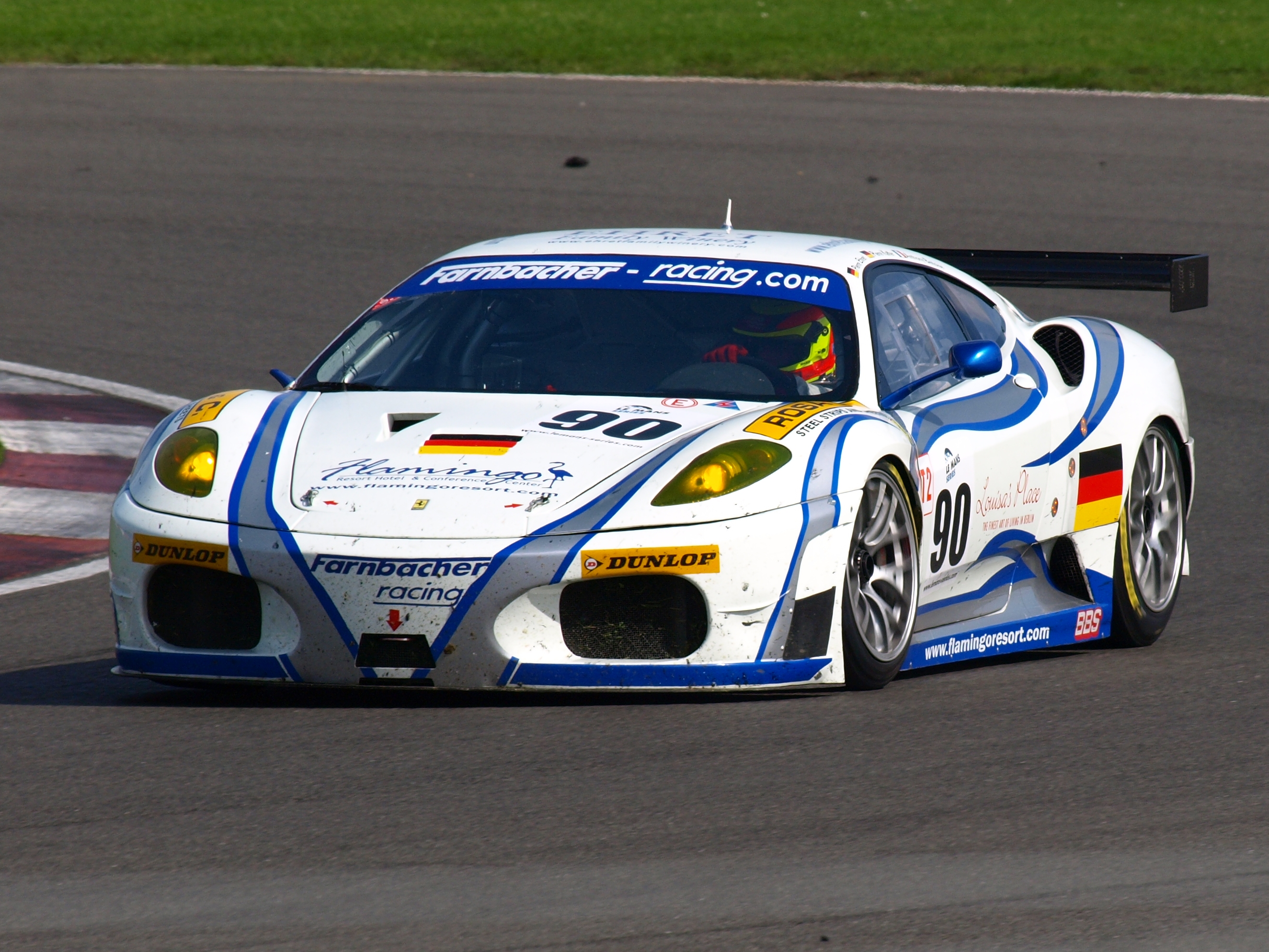
Pierre Kaffer im Ferrari F430 GTC beim 1000-km-Rennen von Silverstone 2008

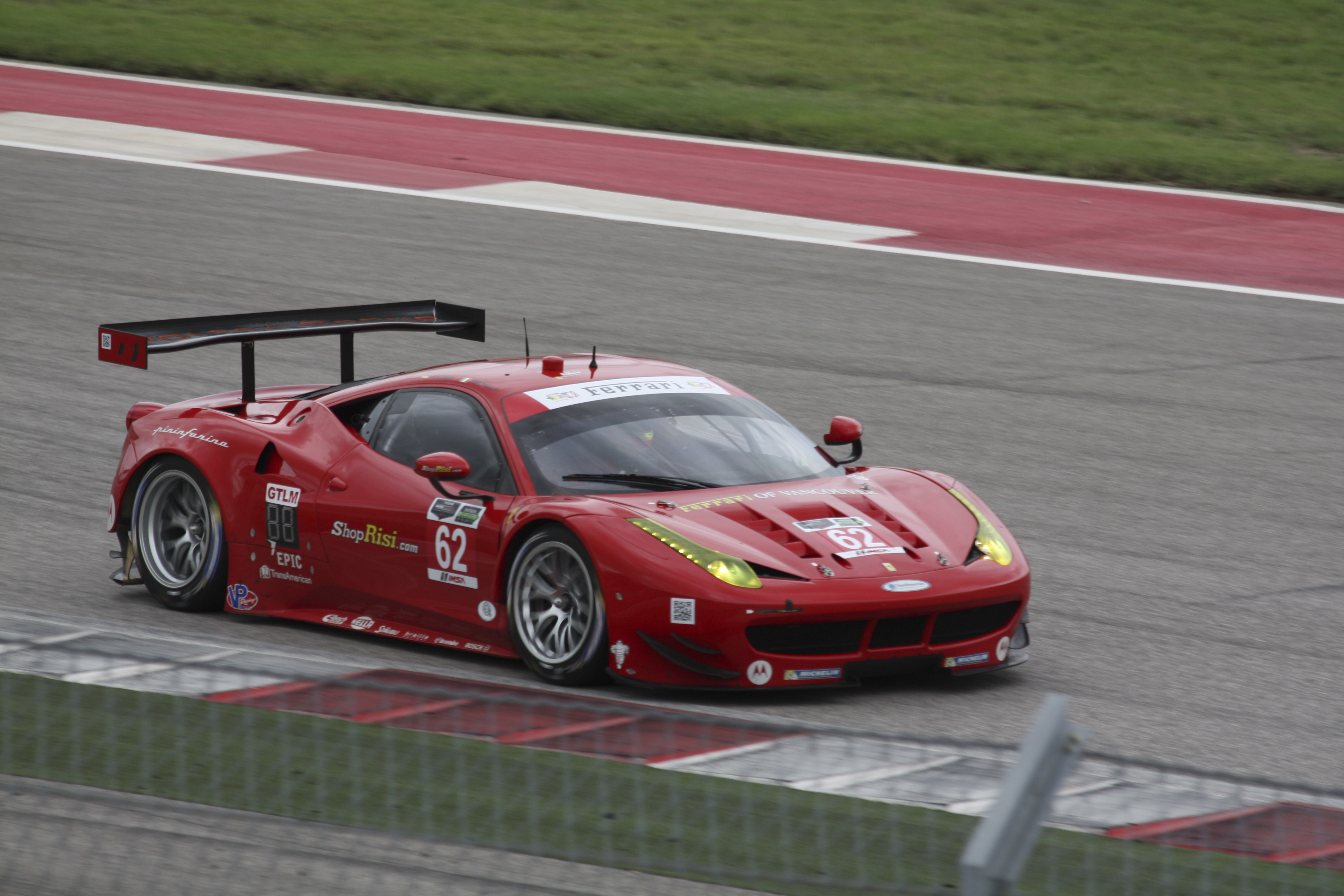
Der von Pierre Kaffer beim Lone Star Le Mans 2014 gefahrene Ferrari 458 Italia GT2

2008 wurde er zusammen mit Armin Hahne und Christian Haarmann sowie Jochen Krumbach auf dem Porsche 996 GT3-MR des Teams Manthey Racing Zweitplatzierter in der Gesamtwertung beim 24-h-Rennen auf der Nürburgring-Nordschleife. Des Weiteren stand er 2008 beim 24-Stunden-Rennen in Le Mans auf dem GT2-Podium mit seinen Teamkollegen Pierre Ehret und Lars-Erik Nielsen. Insgesamt konnte er sein fahrerisches Talent in der Grand-Am, American Le Mans Series (ALMS) und LMS einbringen. Nach einem erfolgreichen Test in der japanischen Meisterschaft Super GT erhielt er darüber hinaus eine Einladung für ein Rennen als Gaststarter, musste aber wegen einer Terminkollision absagen.
Im Jahr 2009 startete Kaffer für das Ferrari-Werksteam Risi Competizione zusammen mit Jaime Melo in der ALMS auf einem Ferrari F430 GTC. Das Team wurde für das 12-Stunden-Rennen von Sebring, die 24 Stunden von Le Mans und das amerikanische Petit Le Mans zudem von Mika Salo unterstützt, die das Fahrertrio auch gewann. Die ALMS-Saison endete für Kaffer auf einem zweiten Platz in der GT2-Wertung. In der LMS startete er 2009 für das Hankook Farnbacher Team wie im Vorjahr erneut auf einem Ferrari F430 und konnte sich die erste Pole-Position für das Team am Nürburgring sichern. Für das 24-Stunden-Rennen auf dem Nürburgring wurde er für dieses eine Rennen von Audi verpflichtet und beendete das Rennen zusammen mit Christian Abt, Lucas Luhr und Jean-François Hemroulle als bestes Auditeam auf dem zweiten Gesamtrang.
In der Saison 2010 gewann Pierre Kaffer die International GT Open Serie auf einem Ferrari F430 GTC zusammen mit Alvaro Barba. Eingesetzt wurde das Fahrzeug vom italienischen AF Corse-Team. Außerdem startete Pierre in der Le Mans Series für das englische CRS-Team auf einem Ferrari F430 GTC. Für Risi Competizione nahm er außerdem in der American Le Mans Series an den beiden Langstreckenklassiker Sebring und Petit Le Mans teil. Auch war er beim 24-Stunden-Rennen von Le Mans bei Risi gemeldet. Den Saisonauftakt in Sebring konnte er zusammen mit Jaime Melo und Gianmaria Bruni als Klassensieger der GT2 abschließen. Damit hat Kaffer den Meisterschaftslauf mit drei Teilnahmen immer erfolgreich abgeschlossen.
Seit der Saison 2011 fährt er wieder in einem Sportprototyp in der LMP2 Kategorie für das argentinische Pecom-Racing-Team. In der Saison 2011 setzte das Team einen Lola-Judd-LMP2-Prototyp in der europäischen Le Mans Serie ein. Zum Saisonauftakt fuhr Pierre in Le Castellet auf Platz 2. Für das AF-Corse-Team bestritt Pierre das 12-Stunden-Rennen von Sebring und das 12-Stunden-Rennen von Road Atlanta zusammen mit Giancarlo Fisichella und Gianmaria Bruni auf einem Ferrari F458. Das Rennen in Road Atlanta gewann er mit seinen Teamkollegen.
In der Saison 2012 hatte das Pecom-Racing-Team jeweils ein Fahrzeug in der Europäischen Le Mans Series und in der FIA WEC gemeldet. Die 2012 neu gegründete FIA-Langstrecken-Weltmeisterschaft (FIA-WEC) konnte Kaffer mit seinen Teamkollegen auf Platz 3 in der LMP2-Klasse beenden. Mit u. a. einem Weltmeisterschaftslaufsieg in Bahrain, einem dritten Platz beim 24-Stunden-Rennen von Le Mans und einem 2. Platz beim WM-Lauf in São Paulo, konnte das Team mit dem Oreca LMP2 einige Erfolge feiern. Beim 24-Stunden-Rennen am Nürburgring fuhr Pierre auf einem Mercedes SLS auf Platz 3 in der Gesamtwertung. In der Saison 2013 hat Pierre den Weltmeisterschaftslauf in Spa Francorchamps gewinnen können, einen 2. Platz beim WM-Lauf in Austin und zwei dritte Plätze bei den WM-Läufen in Silverstone und São Paulo einfahren können.
In der Saison 2014 nahm er an der nordamerikanischen TUSC (ehemals ALMS) für Risi Competizione auf einem Ferrari F458 GTLM teil. Er konnte zusammen mit seinem Teamkollegen Giancarlo Fisichella zwei Rennen der GT-Klasse gewinnen u. a. in Road America und den Virginia Grand Prix sogar als Gesamtsieger abschließen. Das 24-Stunden-Rennen auf dem Nürburgring beendete er zusammen mit Felix Baumgartner, Frank Biela und Marco Werner erfolgreich in den Top 10. Knapp 10 Jahre nach seinem letzten Einsatz in einem LMP1-Prototypen, bestritt er die letzten vier Rennen der FIA WEC Sportwagenweltmeisterschaft für das neue Team Lotus LMP1. Bei dem Saisonhöhepunkt der Sportwagenweltmeisterschaft, den 24. Stunden von Le Mans, fuhr Pierre einen Werks-Ferrari F458 des AF-Corse-Teams.
In der Saison 2015 fuhr Pierre wieder für das Risi Team die volle Saison der nordamerikanischen TUSC-Serie und versuchte mit Giancarlo Fisichella die Meisterschaft der GTLM Kategorie zu gewinnen. Ebenfalls startete er wieder für das ByKolles-Team (vormals Lotus) in der FIA WEC-Sportwagenweltmeisterschaft auf einem LMP1-Prototyp, der höchsten Liga der Sportwagen.
Beim 43. 24-Stunden-Rennen auf dem Nürburgring 2015 belegte Pierre Kaffer mit einem Audi R8 LMS zusammen mit seinen Teamkollegen Nicki Thiim und Christer Jöns den 7. Platz in der Gesamtklasse.
Mit der Nummer 1 nahm er auch an dem 44. 24-Stunden-Rennen auf dem Nürburgring zusammen mit Christopher Mies, Nico Müller und Laurens Vanthoor teil, erneut auf einem Audi R8 LMS (2016).
Das 24-Stunden-Rennen auf dem Nürburgring 2019 gewann im Team Phoenix zusammen mit den Teamkollegen Frank Stippler, Dries Vanthoor und Frédéric Vervisch mit einem Audi R8 LMS.

## Persönliches
Pierre Kaffer wohnt seit 2004 in Salenstein in der Schweiz.

## Statistik

### Le-Mans-Ergebnisse
| Jahr | Team                      | Fahrzeug               | Teamkollege        | Teamkollege          | Platzierung             | Ausfallgrund |
| ---- | ------------------------- | ---------------------- | ------------------ | -------------------- | ----------------------- | ------------ |
| 2004 | Audi Sport UK Team Veloqx | Audi R8                | Allan McNish       | Frank Biela          | Rang 5                  |              |
| 2008 | Farnbacher Racing         | Ferrari F430 GTC       | Lars-Erik Nielsen  | Pierre Ehret         | Rang 23                 |              |
| 2009 | Risi Competizione         | Ferrari F430 GTC       | Jaime Melo         | Mika Salo            | Rang 18 und Klassensieg |              |
| 2010 | Risi Competizione         | Ferrari F430 GTC       | Jaime Melo         | Gianmaria Bruni      | Ausfall                 | Motorschaden |
| 2011 | PeCom Racing              | Lola B11/40            | Luís Pérez Companc | Matías Russo         | Ausfall                 | Defekt       |
| 2012 | PeCom Racing              | Oreca 03               | Luís Pérez Companc | Soheil Ayari         | Rang 9                  |              |
| 2013 | PeCom Racing              | Oreca 03               | Luís Pérez Companc | Nicolas Minassian    | Rang 10                 |              |
| 2014 | AF Corse                  | Ferrari 458 Italia GT2 | Davide Rigon       | Olivier Beretta      | Ausfall                 | Motorschaden |
| 2015 | Team ByKolles             | CLM P1/01              | Simon Trummer      | Tiago Monteiro       | disqualifiziert         |              |
| 2016 | Team ByKolles             | CLM P1/01              | Simon Trummer      | Oliver Webb          | Ausfall                 | Wagenbrand   |
| 2017 | Risi Competizione         | Ferrari 488 GTE        | Toni Vilander      | Giancarlo Fisichella | Ausfall                 | Unfall       |

### Sebring-Ergebnisse
| Jahr | Team                      | Fahrzeug               | Teamkollege          | Teamkollege      | Teamkollege        | Platzierung            | Ausfallgrund |
| ---- | ------------------------- | ---------------------- | -------------------- | ---------------- | ------------------ | ---------------------- | ------------ |
| 2004 | Audi Sport UK Team Veloqx | Audi R8                | Frank Biela          | Allan McNish     |                    | Gesamtsieg             |              |
| 2009 | Risi Competizione         | Ferrari F430 GTC       | Jaime Melo           | Mika Salo        |                    | Rang 7 und Klassensieg |              |
| 2010 | Risi Competizione         | Ferrari F430 GTC       | Jaime Melo           | Gianmaria Bruni  |                    | Rang 6 und Klassensieg |              |
| 2011 | AF Corse                  | Ferrari F430 GTC       | Giancarlo Fisichella | Gianmaria Bruni  |                    | Rang 15                |              |
| 2012 | PeCom Racing              | Oreca 03               | Luís Pérez Companc   | Soheil Ayari     |                    | Rang 7                 |              |
| 2013 | DragonSpeed Mishumotors   | Oreca FLM09            | Mirco Schultis       | Patrick Simon    |                    | Rang 35                |              |
| 2014 | Starworks Motorsport      | Riley MkXXVI           | Alex Popow           | Scott Mayer      | Sebastián Saavedra | Ausfall                | Defekt       |
| 2015 | Risi Competizione         | Ferrari 458 Italia GTC | Giancarlo Fisichella | Andrea Bertolini |                    | Rang 11                |              |
| 2016 | Krohn Racing              | Audi R8 LMS ultra      | Niclas Jönsson       | Tracy Krohn      |                    | Rang 36                |              |
| 2020 | Team Hardpoint            | Audi R8 LMS GT3        | Rob Ferriol          | Andrew Davis     |                    | Rang 22                |              |

### Einzelergebnisse in der FIA-Langstrecken-Weltmeisterschaft
| Saison | Team              | Rennwagen                        | 1   | 2   | 3   | 4   | 5   | 6   | 7   | 8   | 9   |
| ------ | ----------------- | -------------------------------- | --- | --- | --- | --- | --- | --- | --- | --- | --- |
| 2012   | Pecom Racing      | Oreca 03                         | SEB | SPA | LEM | SIL | SAO | BAH | FUJ | SHA |     |
| 2012   | Pecom Racing      | Oreca 03                         | 7   | 25  | 9   | 11  | 8   | 6   | 11  | 10  |     |
| 2013   | Pecom Racing      | Oreca 03                         | SIL | SPA | LEM | SAO | AUS | FUJ | SHA | BAH |     |
| 2013   | Pecom Racing      | Oreca 03                         | 9   | 8   | 10  | 6   | 6   | 10  | DNF | 14  |     |
| 2014   | AF Corse Lotus    | Ferrari 458 Italia GT2 CLM P1/01 | SIL | SPA | LEM | AUS | FUJ | SHA | BAH | SAO |     |
| 2014   | AF Corse Lotus    | Ferrari 458 Italia GT2 CLM P1/01 |     |     | DNF |     | DNF | 14  | DNF | DNF |     |
| 2015   | Team ByKolles     | CLM P1/01                        | SIL | SPA | LEM | NÜR | AUS | FUJ | SHA | BAH |     |
| 2015   | Team ByKolles     | CLM P1/01                        |     |     | DNF | 18  | 8   | 8   | 8   | 12  |     |
| 2016   | Team ByKolles     | CLM P1/01                        | SIL | SPA | LEM | NÜR | MEX | AUS | FUJ | SHA | BAH |
| 2016   | Team ByKolles     | CLM P1/01                        |     |     | DNF | DNF | 21  |     | DNF | 7   | 8   |
| 2017   | Risi Competizione | Ferrari 488 GTE                  | SIL | SPA | LEM | NÜR | MEX | AUS | FUJ | SHA | BAH |
| 2017   | Risi Competizione | Ferrari 488 GTE                  | DNF |     |     |     |     |     |     |     |     |

### Einzelergebnisse in der DTM
| Saison | Team         | Hersteller | 1   | 2   | 3   | 4   | 5   | 6   | 7   | 8   | 9   | 10  | 11  | Punkte | Rang |
| ------ | ------------ | ---------- | --- | --- | --- | --- | --- | --- | --- | --- | --- | --- | --- | ------ | ---- |
| 2005   | Joest Racing | Audi       | HO1 | LA1 | SPA | BRN | OSC | NOR | NÜR | ZAN | LA2 | IST | HO2 | 5      | 15.  |
| 2005   | Joest Racing | Audi       | 13  | 5   | 14  | 12  | 17  | 8   | 18  | 11  | DNF | DNF | 10  | 5      | 15.  |
| 2006   | Team Phoenix | Audi       | HO1 | LAU | OSC | BRH | NOR | NÜR | ZAN | BAR | LEM | HO2 |     | 1      | 16.  |
| 2006   | Team Phoenix | Audi       | DNF | 10  | 10  | 9   | 8   | 14  | 9   | DNF | 12  | DNF |     | 1      | 16.  |

| Legende  | Legende            | Legende                                                          |
| Farbe    | Abkürzung          | Bedeutung                                                        |
| -------- | ------------------ | ---------------------------------------------------------------- |
| Gold     | –                  | Sieg                                                             |
| Silber   | –                  | 2. Platz                                                         |
| Bronze   | –                  | 3. Platz                                                         |
| Grün     | –                  | Platzierung in den Punkten                                       |
| Blau     | –                  | Klassifiziert außerhalb der Punkteränge                          |
| Violett  | DNF                | Rennen nicht beendet (did not finish)                            |
| Violett  | NC                 | nicht klassifiziert (not classified)                             |
| Rot      | DNQ                | nicht qualifiziert (did not qualify)                             |
| Rot      | DNPQ               | in Vorqualifikation gescheitert (did not pre-qualify)            |
| Schwarz  | DSQ                | disqualifiziert (disqualified)                                   |
| Weiß     | DNS                | nicht am Start (did not start)                                   |
| Weiß     | WD                 | zurückgezogen (withdrawn)                                        |
| Hellblau | PO                 | nur am Training teilgenommen (practiced only)                    |
| Hellblau | TD                 | Freitags-Testfahrer (test driver)                                |
| ohne     | DNP                | nicht am Training teilgenommen (did not practice)                |
| ohne     | INJ                | verletzt oder krank (injured)                                    |
| ohne     | EX                 | ausgeschlossen (excluded)                                        |
| ohne     | DNA                | nicht erschienen (did not arrive)                                |
| ohne     | C                  | Rennen abgesagt (cancelled)                                      |
| ohne     | keine WM-Teilnahme |                                                                  |
| sonstige | P/fett             | Pole-Position                                                    |
| sonstige | 1/2/3/4/5/6/7/8    | Punktplatzierung im Sprint-/Qualifikationsrennen                 |
| sonstige | SR/kursiv          | Schnellste Rennrunde                                             |
| sonstige | *                  | nicht im Ziel, aufgrund der zurückgelegten Distanz aber gewertet |
| sonstige | ()                 | Streichresultate                                                 |
| sonstige | unterstrichen      | Führender in der Gesamtwertung                                   |